# Schlacht an der Jakobsfurt
Montgisard – Jakobsfurt – Karak (I) – Cresson – Karak (II) – Hattin – Jerusalem – Tyrus – Belvoir
Die Schlacht an der Jakobsfurt, einer Furt über den Jordan auf dem Gebiet des heutigen Israel, dauerte vom 24. bis zum 30. August 1179. Sie markierte den Wendepunkt bei der Rückeroberung des Heiligen Landes durch die Truppen Saladins. Saladins Truppen nahmen im Verlauf dieser Schlacht die noch im Bau befindliche Kreuzfahrerburg Chastellet du Gué de Jacob ein und zerstörten sie bis auf die Grundmauern. Mit dem Bau der Burg, die den Übergang über den Jordan kontrollieren sollte, war erst 1178 begonnen worden.

## Vorgeschichte
Der seit 1169 in Ägypten regierende kurdische Feldherr Saladin war einer der mächtigsten Gegner der Kreuzfahrerstaaten. Nach der erfolglosen Belagerung von Gaza im Jahr 1170 und Vorstößen in den Jemen errang Saladin 1174 die Herrschaft über Damaskus. Zur selben Zeit erodierte die Führungskraft der Franken, da 1174 der König von Jerusalem Amalrich I. verstarb. Sein noch minderjähriger Sohn Balduin IV., der daraufhin den Thron bestieg, konnte nur eingeschränkt den Regierungsgeschäften nachgehen. Innere Machtstreitigkeiten über die zukünftige Thronfolge banden zusätzliche Kräfte, weil Balduin IV. wegen einer Lepraerkrankung als heiratsunfähig galt. Die Aussichten, Saladin wirksam entgegenzutreten, waren unter diesen Umständen gering. Trotzdem konnte Balduin IV. zunächst am 25. November 1177 bei Montgisard einen großen Sieg in der Schlacht erringen, in dessen Folge Saladin die Flucht nach Ägypten antrat und von dort erst im Spätfrühling 1178 nach Damaskus zurückkehrte, um mit dem dortigen Heer fränkische Gebiete unter Druck zu setzen. Er wollte nach den Lehren von Montgisard nicht mehr die im Kampf überlegene fränkische Truppe im Herzen des Königreichs Jerusalem angreifen, sondern stattdessen entfernte Frontstellungen und schwach verteidigte Burgen der Franken bedrängen. Die Franken dagegen trachteten danach, eigene Frontlinien auszubauen und feindliches Territorium zu überfallen, um so der militärischen Bedrohung durch die Muslime zu begegnen. Dazu gehörte es auch, dicht an muslimisch beherrschten Gebieten schnell neue Kreuzfahrerburgen zu errichten.

## Strategische Bedeutung
Hauptzweck der Kreuzfahrerburgen war die Absicherung der von den Franken eroberten Gebiete an strategisch günstigen Stellen. Zu diesen gehörten insbesondere die wenigen Furten über den Jordan, die für eine heranrückende Streitmacht gangbar waren; ansonsten war der Fluss eine natürliche Verteidigungslinie. Gerade die nördlich des Sees Genezareth gelegene Jakobsfurt – die für die Kreuzfahrer zudem religiöse Bedeutung besaß, da nach biblischer Überlieferung Jakob seinen Bruder Esau an dieser Stelle getroffen hatte – war in mehrfacher Hinsicht von strategischer Bedeutung.
Zum einen lag sie nur eine Tagesreise von Damaskus entfernt und bedrohte somit das dort von Saladin stationierte Heer. Zum anderen lag die Furt auf einem der Hauptwege von Damaskus nach Akkon. Daher konnte eine Kontrolle der Furt die Kommunikation zwischen Damaskus und Saladins Hauptstützpunkten in Ägypten empfindlich beeinträchtigen. Deren wirksame Kontrolle hätte überdies ein schnelles Eindringen feindlicher Kräfte in Galiläa verhindert und die südwestlich gelegene Templerburg Safed vor einer direkten Bedrohung geschützt.

## Chastellet an der Jakobsfurt

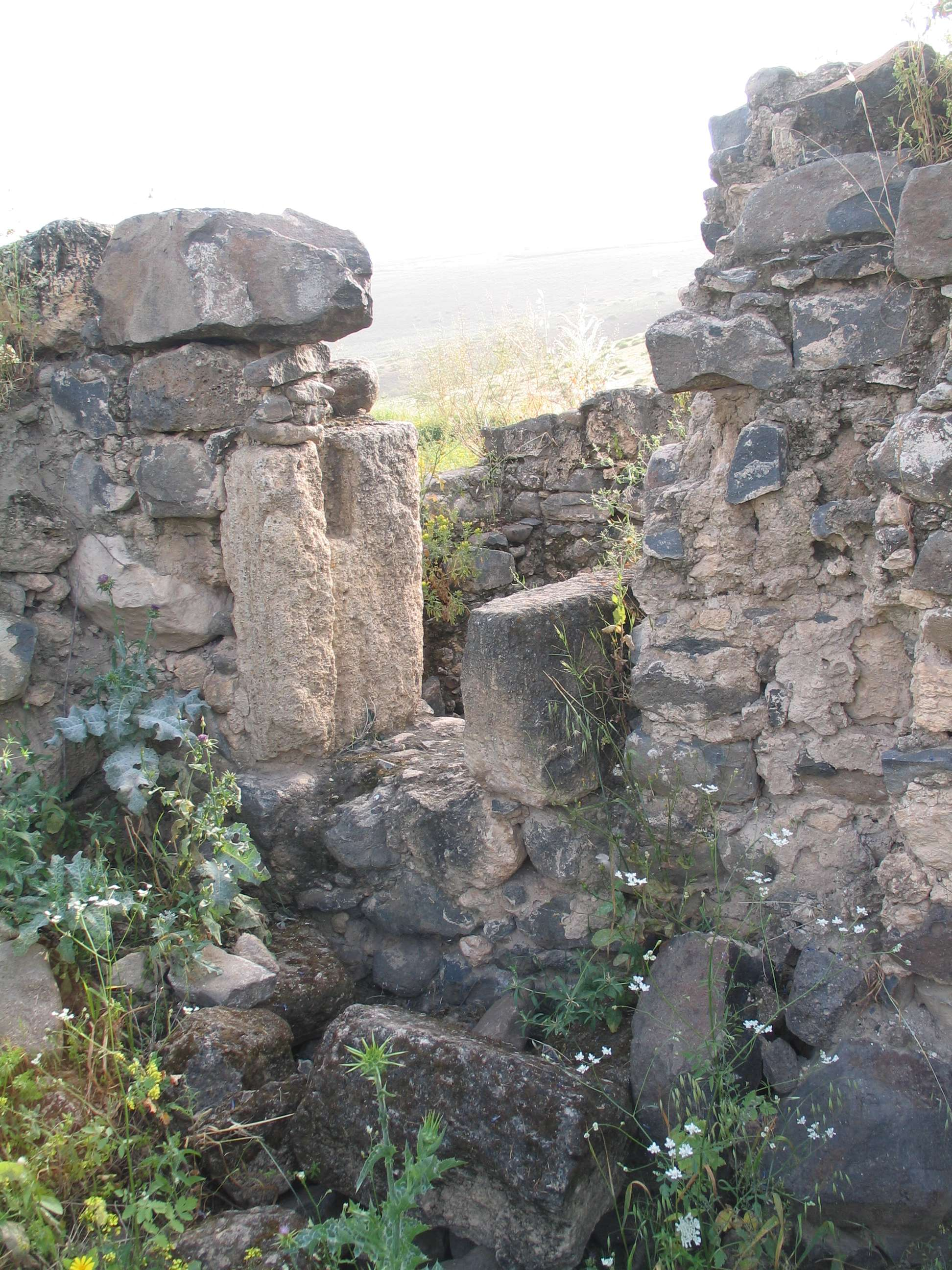
Unbearbeitete Steine deuten auf eine Fertigstellung der Mauer in großer Eile hin

Die Planungen, den Übergang an der Jakobsfurt mit einer mächtigen Kreuzfahrerburg nach den damals modernsten Maßstäben zu sichern, wurden von Balduin IV. ab dem Jahre 1178 mit großer Anstrengung vorangetrieben. Nach Wilhelm von Tyrus versuchte Balduin seit dem Oktober 1178, unter Einsatz eines Großteils des Jerusalemer Heeres und noch vor der Mobilisierung von Saladins Truppen in Damaskus, das Westufer des Jordans mit der neu gegründeten Burg Chastellet zu sichern.
Auf einem kleinen Hügel gelegen, mit dem Haupttor zur Südseite und drei weiteren Toren zu den anderen Seiten, sollte die Burg vermutlich eine doppelte Ummauerung erhalten. Vorbildcharakter bei den Planungen dürfte die uneingenommene Festung Krak des Chevaliers gehabt haben, die mit ihren Verteidigungstürmen und ihrer kaum zu erobernden doppelten Ummauerung als eine der bestgeschützten Festungen galt. Das Chastellet an der Jakobsfurt wurde jedoch nie fertiggestellt, da Saladin die von ihr ausgehende Bedrohung erkannte und rechtzeitig Gegenmaßnahmen ergriff. Zwar wird im mittelalterlichen Bericht des Wilhelm von Tyrus behauptet, die Festung sei etwa sechs Monate nach Baubeginn fertiggestellt gewesen, jedoch stützen neuere archäologische Untersuchungen diese Darstellung nicht. Vielmehr deuten sie darauf hin, dass die unfertige Burg vor der Belagerung durch Saladins Truppen nur notdürftig und in großer Eile befestigt wurde. Dass sie mehrere Verteidigungstürme und eine zweite Mauer besessen hätte, konnte ebenfalls nicht nachgewiesen werden, es erscheint in Anbetracht der Bauzeit auch als unwahrscheinlich. Zur Zeit der Belagerung stand vermutlich nur ein Turm.

## Die Schlacht bei der Jakobsfurt und der Sieg Saladins
Bevor Saladin sich zu einer direkten Konfrontation mit dem an der Jakobsfurt stationierten Heer entschloss, die ihn vielleicht hohe Verluste gekostet hätte, versuchte er auf diplomatischem Wege, Balduin IV. vom weiteren Ausbau der Festung abzubringen. Eine vollständig ausgebaute Festung wie Krak des Chevaliers wäre eine ernsthafte Bedrohung sowohl für Damaskus als auch für den weiteren Fortgang der Eroberungen gewesen, deshalb versuchte Saladin, Balduin IV. mit dem Angebot hoher Geldsummen von diesem Bauvorhaben abzubringen. 
Ein erstes Angebot von 60.000 Dinaren lehnte Balduin ab, worauf Saladin die Summe auf 100.000 Dinar erhöhte. Als auch dieses Angebot von Balduin abgelehnt wurde, entschloss sich Saladin, so schnell wie möglich mit seinen Truppen aus Damaskus anzugreifen und die Burg zu belagern. Nach der Erfahrung bei Montgisard scheute Saladin einen Frontalangriff auf das vollständig versammelte Jerusalemer Heer. In den Monaten vor der eigentlichen Belagerung versuchten deshalb beide Seiten, die Stärke des Gegners auf die Probe zu stellen, indem sie kleinere Kampfhandlungen im Umland austrugen.
Ende April 1179 unternahm Saladin zum ersten Mal den Versuch, die an der Jakobsfurt gelegene Burg Chastellet zu belagern, musste jedoch wegen starker Gegenwehr bereits nach wenigen Tagen den Rückzug in sein vor Banyas gelegenes Feldlager antreten. Von dort aus unternahm er Überfallangriffe auf die Nahrungsmittelversorgung in Galiläa und den Libanon. Balduin sammelte sein Heer und versuchte, Saladin daran zu hindern, musste jedoch in zwei Schlachten so große Verluste hinnehmen, dass er sich nach Jerusalem zurückzog, um sein Heer neu aufzustellen. So war beispielsweise der Großmeister des Templerordens Odo von St. Amand zusammen mit 270 Tempelrittern gefangen genommen worden. Dieses Zeitfenster nutzte Saladin, um die Burg Chastellet einzunehmen, noch vor dem Eintreffen von Balduins Heer, das von der nahe gelegenen Stadt Tiberias am See Genezareth mit Truppenverstärkung angreifen sollte. Am 24. August 1179 attackierte Saladin mit einem großen Heer aus Damaskus die mit dem Bau beschäftigten Arbeiter von Chastellet. 
Schätzungen zufolge verschanzten sich daraufhin 1500 Mann des Jerusalemer Heeres in der noch unfertigen Burg und leisteten den Truppen Saladins mittels Fernkampfeinheiten Widerstand. Noch nicht fertiggestellte Mauerbereiche wurden dazu notdürftig verbarrikadiert. Saladin begann die Belagerung und ließ die Franken in der Burg von arabischen Bogenschützen, die östlich und südlich der Burg Stellung nahmen, mit einem Pfeilregen eindecken. Auf der Ostseite des Jordans ließ er ein Zeltlager errichten, um einerseits Holz für die Belagerung zu sammeln und anderseits die Burg mit schweren Belagerungswaffen zu beschießen.
Während sich die Franken innerhalb der Burg verschanzten, unterminierten die muslimischen Truppen die Mauer auf der Nordostseite. Nach einem gescheiterten ersten Versuch, bei dem der in kürzester Zeit angelegte Tunnel noch nicht lang und breit genug gewesen war, ließ Saladin die hölzernen Stützbalken des Tunnels in Brand stecken, woraufhin dieser beim zweiten Versuch mitsamt der darüber stehenden Mauer einstürzte. Zur schnellen Löschung des ersten Brandes hatte Saladin jedem Wasserträger einen Dinar für jede Wasserladung versprochen, denn die Zeit drängte – Balduin IV. war bereits mit einem großen Heer unterwegs. Nach nicht einmal fünftägiger Belagerung gelang es am 29. August 1179 dem arabischen Heer schließlich, durch die geschlagene Mauerbresche in die Festung einzudringen und die dortigen Franken noch vor Ankunft der Verstärkung aus Tiberias zu überwältigen.
Man nimmt an, dass im Verlauf der Schlacht etwa 800 Franken getötet und 700 gefangen genommen wurden, darunter auch viele Handwerker am Burgbau. Wie hoch die Verluste auf Seiten der Truppen Saladins waren, ist bis heute unbekannt.

## Nach der Schlacht
Ein großer Teil der gefangengenommenen Franken wurde von Saladin hingerichtet, der sonst einen eher milden Umgang mit Gefangenen pflegte. Gerade Fernkämpfer konnten von Saladin kein gnädiges Urteil erwarten, da sie der muslimischen Seite die größten Verluste beigebracht hatten. Saladin vernahm die Gefangenen persönlich und verurteilte neben fränkischen Kämpfern auch Muslime zum Tode, die zum Christentum konvertiert waren und den Templern geholfen hatten. Um die Festung unbrauchbar zu machen, ließ er die Leichen seiner Feinde mitsamt den getöteten Pferden in den Burgbrunnen werfen und so dessen Wasser vergiften. Die Mauern der Burg ließ er schleifen, den Rest in Brand setzen. So erkannte die heranrückende Verstärkung aus Tiberias, die sechs Stunden zu spät kam, um noch wirksam in die Schlacht einzugreifen, schon von fern deren Ausgang und kehrte um. Balduin IV. erlebte den Verlust von Chastellet als eine große persönliche Niederlage. Einen weiteren Versuch, die Jakobsfurt zu befestigen, unternahm er nicht mehr.